# Topologická metoda

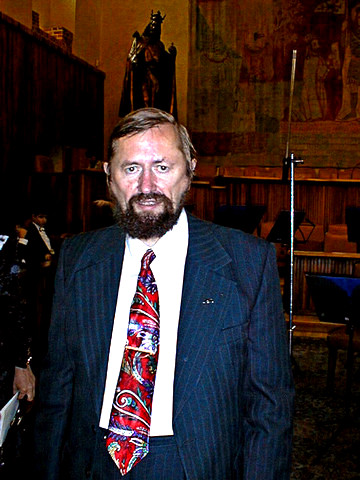
Tvůrce Topologické metody Jiří Pancíř (Karolinum Univerzity Karlovy, 90. léta)

Kvantově fyzikální výpočetní topologická metoda (z řeckého topos = místo, logos = studie) vytvořená Jiřím Pancířem mezi roky 1966–1971 slouží k výpočtům interakčních energií mezi všemi prvky periodické soustavy, aniž zasahuje do jejich struktury. Tím jsou výpočty okamžitě porovnatelné pro libovolné prvky mezi sebou, neboť přesnost výpočtu závisí pouze na použitém počítači. Totéž se týká molekul, mezoskopických částic i pevných látek z prvků tvořených. Ze znalosti jejich interakčních energií vyplývá jejich rozmístění (topologie) v prostoru. Odtud název „topologická metoda“.
V době jejího vzniku v 70. letech 20. století byla možnost porovnání výsledků mezi sebou velice důležitým kritériem, neboť vědci na celém světě se pokoušeli řešit své dílčí vědecké úkoly omezováním počtu elektronů a atomových orbitalů ve studovaných atomech, aby se vešly do několika MB pamětí svých prvních počítačů. Díky tomu vznikalo velké množství semiempirických metod zatížených nejrůznějšími chybami, takže výsledky nebyly mezi sebou exaktně porovnatelné. Topologická metoda vnesla do chaosu těchto spontánně vznikajících metod systém a pořádek.
Její tvůrce šel na snížení výpočetní rychlosti jinak než oklešťováním elektronů z atomů. Atomy ponechal nedotčené a interakční energie počítal pouze pro molekuly v excitovaných stavech typu 1-3. Výsledky výpočtů mohly být tudíž porovnatelné mezi sebou, protože byly zatíženy stejnou chybou pro všechny atomy. S rozvojem počítačů se metoda stala v kvantové fyzice běžně použitelnou ab-initio výpočetní metodou pro výpočty interakčních energií mezi atomy, molekulami, mezoskopickými částicemi ve vesmíru i pevnými materiály. Používá ji nejen věda, ale i průmysl, medicína i astrofyzika.

## Předpoklady pro vznik topologické metody
Podstata topologické metody a její časová nenáročnost vyplývala ze dvou Pancířem objevených předpokladů:
1. Všechny molekuly reálného světa jsou excitovanéPodrobným studiem experimentálně získaných spekter ve své kandidátské disertační práci zjistil Pancíř, že na reaktivitu molekul má nejdramatičtější vliv elektromagnetické záření a uvědomil si, že díky slunečnímu záření probíhá vlastně každá fotochemická reakce molekul na naší planetě v jejich excitovaných stavech. Stačí se proto při výpočtech jejich interakčních energií věnovat pouze molekulám excitovaným. To velice snížilo nároky na čas počítače, neboť výpočty energií molekul v základních stavech jsou časově mnohem náročnější než ve stavech excitovaných.
2. Největší roli při výpočtech interakcí molekul hraje singlet-tripletový (1-3) přechod elektronů v jejich atomechPancíře ještě zajímalo, který z excitovaných stavů molekul hraje nejdůležitější roli při výpočtech jejich interakčních energií. Zda singlet-tripletový (1-3) či triplet-tripletový (3-3). V jeho knihovně umístěné v Národním archivu České republiky byly zachovány desky nadepsané velkými písmeny Nejdůležitější separáty o reaktivitě molekul, v nichž jsou články od semiempirických teoretiků 70. let 20. století – Michaela J. S. Dewara, Williama H. Millera, Jacka Simonse, Poula Jorgensena, Hugha Taylora, Judy Ozmenta, Waltera Thieleho, G. A. Somorjaie, Ronalda Hoffmanna, R. B. Woodwara, CarlaTrindleho, Von E. Amitaie Haleviho, Oktaye Sinanoglu, P. Wielandaly Julianny, A. Altmanna, I.G. Csizmadia, Keitha Yatese, Petera Yatese, Colina Rowlanda, Von Lionela Salema a Guilforda Jonese. Jejich prostudováním zjistil, že na zvýšení energie konfiguračních interakcí molekul má větší vliv (1-3) než (3-3) přechodový stav elektronů v jejich atomech. To umožnilo zúžit problém nalezení metody pro výpočty interakčních energií molekul pouze pro molekuly nacházející se v přechodových stavech 1-3. To snížilo výpočetní čas již natolik, že s určitostí nebylo nutné zasahovat do struktury atomů.

## Vznik Topologické metody (1968)

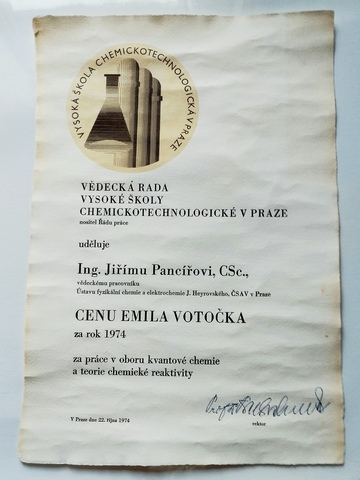
Ocenění Jiřího Pancíře Vědeckou radou VŠCHT za objev metody

Pancíř vypracoval program pro kvantově chemický výpočet interakčních energií molekul v jejich (1-3) excitovaných stavech podložený dostupnými experimentálními údaji všech elektronových spekter z jeho kandidátské práce a to pro všechny atomy v periodické tabulce. Tím získal jednotný popis aplikovatelný pro proces interakcí molekul zatížený stejnou chybou, pokud vůbec nějaká chyba v budoucnu na větších počítačích bude a Topologická metoda spatřila v roce 1968 světlo světa.
Pancíř neměl počítač, na němž by mohl ověřit použití svého výpočetního programu. Rudolf Zahradník, v jehož oddělení pracoval, v posudku z 2. února 1968 uvedl: "Pancíř vedle svého aspirantského školení napsal několik velice dobrých programů pro samočinné počítače díky nimž byl vyzván z Techniky v Curychu k sepsání společného výpočtového programu pražského a curyšského ústavu pro kvantově chemické výpočty." Při této spolupráci si Pancíř odladil i svůj  program pro topologické výpočty rozmístění molekul v prostoru (odtud její název Topologická metoda) při jejich vzájemných interakcích. Ukázalo se, že program byl ve shodě s experimentálními daty. Neboli v roce 1969 byla v Curychu ověřena praktická použitelnost jeho topologické metody. Ukázalo se navíc, že Topologická metoda byla o řád rychlejší než tehdy uznávaná metoda EHT ve fyzice, o dva řády než nejvíce používaná semiempirická metoda MINDO v chemii a o 4-5 řádů než ostatní běžné semiempirické metody. V roce 1971 mohl tudíž Pancíř publikovat první výpočet svou Topologickou metodou při studiu excitovaných uhlovodíků.

## Zdokonalování Topologické metody

### Výpočty reakčních koordinát (cest) molekul v prostoru
Dne 25. 9. 1975 za pomoci své metody Pancíř matematicky zformuloval program pro výpočet reakčních koordinát pro více molekul naráz na dvoudimenzionální energetické hyperploše, neboli zformuloval výpočet dvoudimenzionálních reakčních koordinát jako údolí na dvourozměrném povrchu.

### Výpočty byly ve shodě s Fukui-Fujimotovým energetickým principem
Dne 24. listopadu 1976 publikoval Pancíř teoretickou studii ionizačních potenciálů, elektronových afinit, nábojů, dipólových momentů a elektronických spekter pro aktivované komplexy a přechodové mezistavy reakčních cest formaldehydu-hydroxycarbonu a porovnal vše s experimentálními výsledky. Ukázalo se, že metoda byla použitelná pro studium reakčních cest i mezistavů aktivovaných komplexů, slouží k určení hraničních podmínek požadovaných v teorii absolutních reakčních rychlostí, a byla také (těsně) ve shodě Fukui-Fujimotovým energetickým principem.

### Potvrzení použitelnosti metody při exaktních ab-initio výpočtech

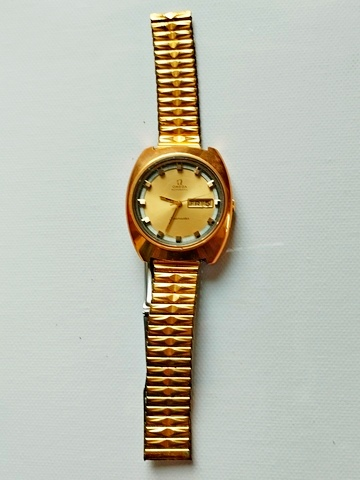
Památeční Pancířovy zlaté hodinky obdržené za Votočkovu cenu

To, že výpočty navržené Topologickou metodou se těsně shodovaly s Fukui-Fujimotovým energetickým principem, vzbudilo překvapení a vážný zájem vědců, kteří už měli k dispozici počítače dovolující výpočty na úrovni ab-initio. Profesor Hanspeter Huber z Fyzikálně-chemického institutu v Basileji mající přístup k nejkvalitnějším ab-initio SCF výpočtům použil 9. března 1977 Topologickou metodu k geometrické optimalizaci systémů H2O2 a H5+ za použití Pancířova programu POLYGRAD společně s ab-initio analýzou diferenciálních integrálů na efektivní hledání minima na ab-initio SCF energetických hyperplochách. Výsledky byly ve shodě. Tím profesor Huber potvrdil v roce 1977 možnost jejího použití při exaktních ab-initio výpočtech. Po Huberovi potvrdili totéž kolegové z Heyrovského ústavu RNDr. Stanislav Beran, Ing. Petr Čárský, RNDr. Ivana Haslingerová Pancířová a Ing. Pavel Hobza a v roce 1980 mohl Pancíř opublikovat souhrnný článek o použití kvantově chemické Topologické metody k ab-initio studiu chemické reaktivity. Tím se stala Topologická metoda obecně použitelnou ve všech oblastech studujících reaktivitu molekul mezi sebou a tím určit jejich rozložení v prostoru.

### Rozšíření Topologické metody na studium pevných látek
Původně byla metoda používaná pouze pro výpočty interakčních energií molekul v chemii a pracovala tudíž s elektrony v základních stavech -s atomů. Požadavky od průmyslu, zdravotnictví a vojenství směřovaly ale i na výpočty vlastností pevných látek, v nichž jsou silné vazby mezi atomy tvořeny především elektrony ve vyšších stavech atomů -p, -d a -f. V důsledku toho, že metoda byla odvozena nejen pro atomy s elektrony v základních stavech typu -s, ale i s elektrony nacházejícími se ve vyšších valenčních slupkách atomů - p, -d, a -f, mohla být aplikována nejen na molekuly, ale i na pevné materiály. Tím se však každý prvek interakční matice pro výpočet interakčních energií mezi všemi prvky Mendělejevovy tabulky (atom), stával sám o sobě již maticí. Proto musel být výpočet převeden z matic prvního do druhého řádu. Po této matematické úpravě programu vydal  chemik Jiří Pancíř v roce 1984 ve spolupráci s fyzičkou Ivanou Haslingerovou článek o použití Topologické metody pro výpočty vlastností kovů – hustoty stavů, výstupní práci a relativní stability, v němž ověřili, že Topologická metoda dává dobré výsledky nejen pro interakční energie molekul s kovy, ale i pro výpočty charakteristických vlastností kovů samotných. Topologické metoda tím dostala opravdový status exaktní ab-initio kvantově fyzikální metody pro výpočty interakčních energií všech materiálů tvořených všemi prvky periodické soustavy.  

## Využití
Topologická metoda se prosadila nejen v chemii, ale i ve fyzice a začala být používána i v dalších vědních oblastech. Jedná se o ab-initio metodu na výpočty interakčních energií atomů a z nich tvořených molekul, mezoskopických útvarů ve vesmíru a z nich vznikajících hvězd, struktur nanovláken, zeolitů, chemoterapeutických preparátů, materiálů pro fotochemické aplikace s mezinárodním přesahem atd.
Uplatnění našla v medicíně, kde v 80.–90. letech dvacátého století začínaly vznikat první chemoterapeutické platinové preparáty. Farmaceutické firmy se snažily nalézt levnější prvek, který by ničil strukturu enzymů rakovinných buněk podobně jako platina a léčba byla cenově dostupná pro všechny pacienty. Nakupovaly a zkoumaly různé kovy. Za pomoci topologické metody, pouhým porovnáním výpočtů pro různé kovy, bylo možné zjistit, které nebudou s rakovinovými enzymy reagovat jako platina a nemusely je testovat. Z Ústavu pro kontrolu léčiv České republiky se s Pancířem spojil doktor Jan Kopecký, který právě řešil katalytické oxidační problémy léčiv a vznikla z toho nejen společná vědecká práce, ale také kniha Organická chemie v obrazech, schématech a tabulkách. Pancířova kolegyně Ivana Haslingerová vypracovala model záchytu CO na površích fcc krystalové mříže všech vzácných i přechodových kovů. Pancíř ho zadal do počítače a zjistili, že nejbližší chování s platinou prokazovalo iridium. Po sametové revoluci nový ředitel ústavu Rudolf Zahradník další práce na topologické metodě zastavil a vědecká dvojice Pancíř-Haslingerová dostala výpověď. Bývalý Pancířův doktorand Petr Nachtigall spoluzaložil s profesorem Jiřím Čejkou a skotským profesorem Russellem Morrisem z University of St. Andrews Centre of Advanced Materials (CUCAM) na Univerzitě Karlově, kde v Nachtigallově laboratoři začali vyvíjet a zkoumat materiály – nová nanovlákna, zeolity, materiály pro optické a fotochemické aplikace pro lasery, materiály generující pomocí viditelného světla reaktivní kyslík a tím ničící bakterie a viry (samodezinfekční obvazy či filtry pro klimatizaci) za pomoci topologické metody a na superpočítačích s větší než dvoumegabajtové pamětí.

## Možnosti praktického využití
Topologická metoda nalezla uplatnění nejen ve vědě, ale i v průmyslových odvětvích zabývajících se pevnými materiály – kovy, jejich slitinami, korozemi, výrobami elektromagnetů (v době jejího vzniku byly v Japonsku budovány rychlodráhy, které nesly elektromagnety), supravodičů, šperků, alkalický krystalů, odolnějších slitin na povlaky uranových tyčí zapouštěných do jaderných reaktorů (protažením ztrácely zavěšené tyče uranu v reaktorech vyzařovací schopnosti a proto se pokovovaly odolnějšími slitinami). 

## Ocenění
Dne 22. října 1974 obdržel tvůrce topologické metody Jiří Pancíř od Vysoké školy chemicko-technologické Cenu Emila Votočka, kterou přebral v 18. listopadu 1974 v Karolinu Univerzity Karlovy.
Za vyřešení zakázky od podniku Tesla Praha, kterému se nekontrolovaně rozpadaly fotokatody v televizích, získali Pancíř, Haslingerová a Nachtigall dvakrát mimořádné ocenění Akademií věd. Ze struktury fotokatod Sb(NaKCs) pojali podezření, že problém mohl způsobovat jeden z alkalických kovů. Výpočty prokázaly, že se jednalo o cesium. V Tesle tak prvek přestali přidávat do slitin, což vyřešilo problém.